# 杉沢村
杉沢村（すぎさわむら）は、新潟県南蒲原郡にあった村。現在の見附市杉澤町にあたる。

## 地理
- 河川：刈谷田川（塩谷川）、本明川

### 隣接していた自治体
- 南蒲原郡
  - 庄川村（見附町 → 現見附市）
  - 外通村（庄川村 → 現見附市）
  - 長堀村（長沢村 → 下田村 → 現三条市）
- 古志郡
  - 上北谷村（現見附市および長岡市）
  - 五日町村（下塩谷村 → 栃尾市 → 現長岡市）
  - 川谷村（同上）

## 沿革
- 1889年4月1日 - 町村制施行に伴い杉沢村1村が南蒲原郡杉沢村として成立。
- 1901年11月1日 - 庄川村，外通村と合併して庄川村となり消滅。
- 1934年1月1日 - 庄川村が見附町へ編入される。
- 1954年3月31日 - 見附町が葛巻村，新潟村，上北谷村の一部を編入・市制施行して見附市となる。
  - 上北谷村の残部(小貫、土ヶ谷)は栃尾町（現長岡市）へ編入。

## 寺社
- 杉沢寺（曹洞宗）
- 諏訪神社

## 交通

### 道路
一般県道
- 新潟県道210号遅場見附線
- 新潟県道213号下田見附線